# Filorexant
Filorexant (INN, USAN) (tên mã MK-6096) là một chất đối vận orexin đang hoặc đang được Merck phát triển để điều trị chứng mất ngủ  Nó là một chất đối vận kép của các thụ thể OX1 và OX2. Tính đến  tháng 3 năm 2014, filorexant đã hoàn thành thử nghiệm lâm sàng giai đoạn II. Nó cũng được điều tra như là một điều trị dự phòng đau nửa đầu, nhưng không tìm thấy hiệu quả, và trong rối loạn trầm cảm lớn và bệnh thần kinh tiểu đường đau đớn. Tính đến  tháng 5 năm 2015, filorexant không còn được liệt kê trên đường truyền phát triển trực tuyến của Merck.